# 马塔莱夫雷拉斯
马塔莱夫雷拉斯，是西班牙卡斯蒂利亚-莱昂索里亚省的一个市镇。总面积42平方公里，总人口118人（2001年），人口密度3人/平方公里。